# Wysoczka (przystanek kolejowy)
Wysoczka – wąskotorowy przystanek osobowyBydgosko-Wyrzyskich Kolei Dojazdowych w Wysokiej, w gminie Wysoka, w Powiecie pilskim, w województwie wielkopolskim. Został oddany do użytku w dniu 21 lutego 1895 roku razem z linią kolejową z Czajcza do Wysokiej Wąskotorowej.